# 蔡国强
蔡国强（1957年12月8日—），福建省泉州市泉港区惠屿岛人，是一位中国艺术家。目前旅居在美國紐約和紐澤西從事創作工作。

## 生平
蔡国强的作品使用不同的元素，包括風水、中醫、龍、雲霄飛車、電腦、販賣機、大自然、人像、中國少數民族和文化、煙火和砲彈。大多數的作品內容取自於毛澤東社會主義，尤其是他的煙火作品。蔡曾說；「毛澤東的理想完美主義和他的情感影響了我們這代所有的藝術家。」
他的作品爭議性高。1999年第四十八届威尼斯双年展的作品受到中國國內原作家們的討伐。一些評論家認為，雖然他的作品經常與政治和哲學有關連，卻似乎在各種意識形態中游移

## 个展
- 1990年   1988-1989作品展，日本大阪
- 1993年 “延伸长城一万米计划”，中国嘉峪关
- 1996年 “蘑菇云笼罩的世纪——20世纪計劃”，美国盐湖城内华达核试验基地和纽约
- 1997年 “蔡國强：飛龍在天”，丹麥胡姆勒拜克路易斯安那現代美術館，丹麥
- 1997年 “蔡國强：文化大混浴：為20世纪做的计划”，纽约皇后美术馆，美国纽约
- 1998年 “不破不立——爆破台湾美术馆”，國立臺灣美術館，台湾台中
- 1999年 “蔡國強：我是千年蟲”，維也納美術館，奥地利维也纳
- 2000年 “蔡國強”，卡地亞當代藝術基金會，法國巴黎
- 2001年 “蔡國強: 水墨寫生表演”，溫哥華當代藝術館與孫中山中國古典園林，加拿大溫哥華
- 2001年 “蔡國強: 印象油畫草图”，溫哥華史考特美術館，加拿大溫哥華
- 2001年 “蔡國強: 随意的歷史”巡展 ，里昂當代美術館，法國里昂；S.M.A.K. 當代美術館，比利時根特
- 2002年 “蔡國強藝術展”，上海美術館，中國上海
- 2002年 “蔡國強的茶室‭----‬向岡倉天心致敬”，日本神奈川箱根雕刻之森美術館
- 2008年 “我想要相信”蔡国强回顾展， 古根海姆美术馆，美國纽约
- 2002年 “蔡國強‭----‬空靈的花”， 公民當代美術館，義大利特倫多
- 2003年 “蔡國強: 來自天上的焰火”，加州大學柏克莱美術館，美國柏克萊l
- 2003年 “蔡國強: 爆炸事件‭: 中央公園上空的光輪”，亞洲協會美術館，美國紐約
- 2004年 “蔡國強‭: 旅行者”，史密森國家博物館群之賽克勒美術館‭和赫西杭美術館及雕塑花園，美國華盛頓
- 2004年 “蔡國強‭: 不合時宜”，北亞當斯馬薩諸塞州當代美術館，美國麻省北亞當斯
- 2005年 “蔡國強: 黑彩虹”，西班牙瓦倫西亞現代美術館，西班牙瓦倫西亞
- 2005年 “天堂”，札契塔國家美術館，波蘭華沙
- 2005年 “黑暗中的生命”，水果市場美術館，蘇格蘭愛丁堡
- 2006年 “蔡國強在屋頂：透明紀念碑 ”，紐約大都會博物館，美國紐約
- 2006年 “蔡國強: 長卷”，加拿大國家美術館魁北克沙威尼根美術館，加拿大魁北克
- 2006年 “蔡國強: 撞牆”，德意志古根漢美術館，德國柏林
- 2006年 “捕風捉影: 蔡國強與林懷民的風影”，誠品畫廊，台灣
- 2007年 “蔡國強‭: ‬不合時宜: 舞台一”，西雅圖美術館，美國西雅圖
- 2007年 “時光: 蔡國強 & 資生堂”，資生堂畫廊，日本東京
- 2008年 “蔡國强：我想要相信”回顾展，古根漢美術館，美國紐約
- 2008年 “蔡國强：我想要相信”回顾展， 中國美術馆，中國北京
- 2008年 “蔡國強:   第七屆廣島獎得獎紀念展”，日本廣島市當代美術館，日本廣島
- 2009年 “蔡國强：我想要相信”回顾展， 毕尔巴鄂古根海姆美术馆，西班牙毕尔巴鄂
- 2009年 “蔡國强: 泡美术馆”,  台北市立美术馆，台湾
- 2009年 “蔡國強: 花開花落 ”，費城美術館，美國費城
- 2010年 “農民達芬奇”個覽，策展，上海外灘美術館，中國上海
- 2010年 “蔡國强：地中海游记”个展，尼斯当代美术馆, 法国尼斯
- 2010年 “蔡國强：撞墙”，新加坡國立博物馆，新加坡
- 2010年 “蔡國强：遠行”永久展出，休斯顿美術馆，美国休斯顿
- 2010年 “蔡國强：阳光与寂寞”， 墨西哥国立自治大学附属当代美术馆，墨西哥墨西哥城
- 2011年 “蔡國强－地下1040M”，烏克蘭頓內次市伊左栗阿慈亞基金會，乌克兰顿内次
- 2011年 “海市蜃樓”個展，阿拉伯現代美術館，卡塔爾多哈
- 2012年 “天梯”個展，洛杉磯當代美術館，美國洛杉磯
- 2012年 “春”個展，浙江美術館，中國杭州
- 2014年 “九級浪”個展，上海当代艺术博物馆，中國上海[5]
- 2017年 “蔡國強：螢火蟲”公共藝術展，美國費城班哲明‧富蘭克林公園大道，展覽中30輛中式三輪車掛著1000盞來自蔡國強家鄉手工製作的燈籠[6]。
- 2021年“远行与归来”个展，故宫博物院，中国北京

## 群展
- 1985年 上海福建青年艺术家联展，中国福州
- 1990年 第七届日本牛窓（Ushimado）国际艺术节，日本岡山市
- 1995年 “跨越文化——第四十六届威尼斯双年展”，意大利威尼斯
- “今日日本的艺术1985－1995年”，日本东京
- 第一届约翰内斯堡双年展，南非约翰内斯堡
- 1996年第二届亚大地区当代艺术三年展，澳大利亚布里斯班
- 1997年“将来，过去，现在——第四十七届成尼斯双年展”，意大利威尼斯
- 1998年“欲望的场域——台北双年展”，台湾
- 1999年第四十八届威尼斯双年展，意大利威尼斯

## 作品
- 2005年《龙卷风》[7]
- 2008年第二十九屆夏季奧林匹克運動會煙火總設計
- 2009年中华人民共和国国庆60周年焰火總設計
- 2011年中華民國建國一百年台北101跨年焰火總設計
- 2014年 焰火作品《無題：為「蔡國強：九級浪」開幕所作的白天焰火項目》在上海黃浦江上演[8]
- 2014年中国APEC峰会烟花[7]
- 2015年 “天梯”煙火作品，於中國泉州表演[9]
- 2019年庆祝中华人民共和国成立70周年联欢活动焰火總設計
- 2020年 《悲剧的诞生》，一場白日焰火表演，於法国干邑夏朗德河上演[10]